# 林國華 (林本源家族)
林國華（1802年—1857年），字樞北，臺灣臺北新莊人，籍貫福建漳州府龍溪縣白石吉上社，是臺灣巨富林平侯之子，林本源家族的重要人物，喜好文教，向朝廷捐輸而獲得「欽賜孝廉」（舉人）頭銜，故人稱「孝廉林」，死後商號由弟林國芳繼任。

## 簡介
林平侯以糶米成臺灣鉅賈，居於臺北新莊，身後將其財產分作「飲」、「水」、「本」、「思」、「源」五支企業，傳給後代。平侯漳州府人，為了避新莊泉州移民的兵鋒，決意遷居大科崁。
林國華分得「本」記、林國芳分得「源」記，兩兄弟合作經營，將商號合併為「本源」，並冠以林姓，即為現在所稱的林本源家族。
國華、國芳拓展事業，又遷往板橋，故稱「板橋林家」。當時北臺灣尚多土地並未開墾，而土壤肥沃，國華廣購淡水、臺北、海山、宜蘭等地區土地，興修水利，招募佃農，每年田租收達白米十餘萬石，又兼營米、鹽、糖、布、茶、木材、樟腦、航運、錢莊等等，遂大得於銀錢。

## 家族
弟林國芳無子，以林國華之子林維源，過繼為子。